# Miwan Shuiku
Miwan Shuiku är en reservoar i Kina. Den ligger i provinsen Henan, i den centrala delen av landet, omkring 130 kilometer sydväst om provinshuvudstaden Zhengzhou. Trakten runt Miwan Shuiku består till största delen av jordbruksmark.
Genomsnittlig årsnederbörd är 834 millimeter. Den regnigaste månaden är september, med i genomsnitt 161 mm nederbörd, och den torraste är januari, med 4 mm nederbörd.